# Horst Mann

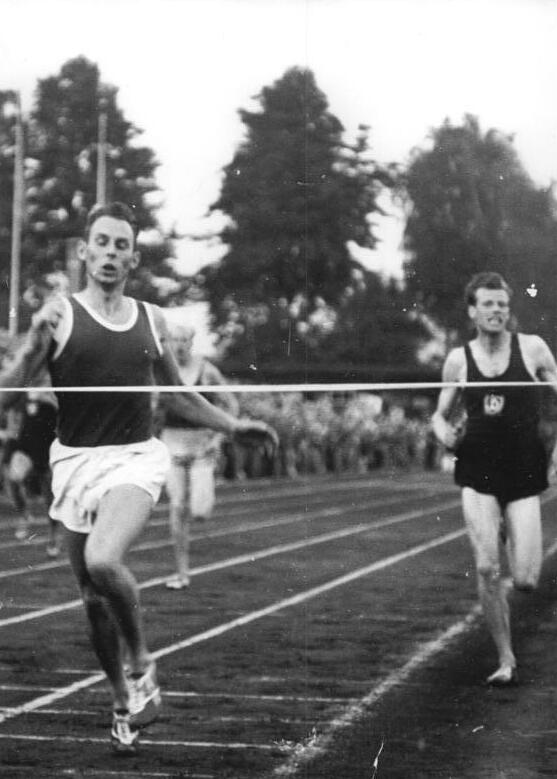
Horst Mann (links) wird 1955 DDR-Meister im 400-Meter-Lauf

Horst Mann (* 8. Juli 1927 in Neustettin; † 15. Oktober 2018) war ein deutscher Leichtathlet aus der Deutschen Demokratischen Republik (DDR), der 1955 und 1956 DDR-Meister im 400-Meter-Lauf war. Im Berufsleben war er Schiffbauingenieur und Fachautor.
Horst Mann belegte 1953 bei den DDR-Meisterschaften den fünften Platz über 400 Meter. 1954 belegte er in 48,5 s den zweiten Platz hinter Willi Bromberger. 1955 gewann er in 47,8 s seinen ersten DDR-Meistertitel, 1956 in 47,3 s seinen zweiten. 1954 nahm er an den U.I.E.-Sportwochen teil, der Universiade des Ostblocks. Er belegte den dritten Platz über 400 Meter und gewann mit der 4-mal-400-Meter-Staffel der DDR Gold. 1955 wurde er Fünfter über 400 Meter und Dritter mit der Staffel. 1956 konnte er sich für die gesamtdeutsche Mannschaft bei den Olympischen Spielen 1956 qualifizieren, gab dort jedoch nach Verletzung im Vorlauf auf.
Horst Mann war 1949 aus der Kriegsgefangenschaft zurückgekehrt. Er machte eine Ausbildung zum Werkzeugschleifer und studierte dann von 1950 bis 1954 Ingenieurwesen für Schiffbau an der damaligen Schiffbautechnischen Fakultät der Universität Rostock mit dem Abschluss als Dipl.-Ing. Ab 1955 war er beruflich in der Warnowwerft Warnemünde als Konstrukteur tätig und wurde Herausgeber und Mitautor von im Verlag Technik Berlin erschienener Fachliteratur bzgl. Rohre im Schiffbau und im Schiffsmaschinenbetrieb. Zudem war er Mitautor des Standardwerkes Schiffsmaschinenbetrieb.
Er startete in seiner sportlichen Laufbahn für die HSG Wissenschaft Rostock, 1954 trat er für Einheit Rostock an. Seinen ersten Meistertitel gewann er für die HSG Wissenschaft Greifswald und 1956 war er beim SC Empor Rostock. Mann stellte vier DDR-Rekorde auf, er verbesserte Brombergers Rekord von 47,7 s bis auf 47,0 s, die er 1956 in Budapest lief. Horst Mann hatte bei einer Körpergröße von 1,78 m ein Wettkampfgewicht von 67 kg.